# Gouden Giraffe
De Gouden Giraffe is de prijs voor het beste evenement van het jaar in verschillende categorieën. De prijs wordt sinds 1994 jaarlijks uitgereikt. De Gouden Giraffe wordt uitgereikt door EventBranche.nl en branchevereniging CLC-VECTA.
De naam verwijst naar een giraffe die zijn nek uitsteekt om de sappigste bladeren te vinden in de boomtoppen en tussen het struikgewas. Ook bedrijven en personen in de Live Communication branche steken hun nek regelmatig uit: door een sterk, origineel, gewaagd, resultaatgericht, effectief en/of maatschappelijk verantwoord concept te bedenken voor de realisatie van een succesvol evenement, beurs of congres.

## 2015
In 2015 waren de volgende categorieën en winnaars:
- Evenement van het Jaar: Opening entreegebouw Van Gogh Museum
- Oeuvreprijs: Pieter Bas Boertje (D&B Eventmarketing)
- Brand Events:  Opening entreegebouw Van Gogh Museum
- Relatie Events: Twitter #Birdseye
- Interne Events: Sol’s Independence Day
- Beurzen: Exact Live 2015
- Congressen: Nuclear Security Summit

## Vorige winnaars
Creatief
| Jaar | Opdrachtgever     | Evenement                             |
| ---- | ----------------- | ------------------------------------- |
| 2010 | STETZ             | Naamgeving nieuwe havens Maasvlakte 2 |
| 2009 | Planet Event BV   | Samen van oud naar nieuw              |
| 2008 | Xsaga             | Boekverkopers Gala                    |
| 2007 | Event Department  | YACHT 2402                            |
| 2006 | Art & Show Events | Technische Unie Jubileumtoer          |

Effectief
| Jaar | Opdrachtgever                 | Evenement                     |
| ---- | ----------------------------- | ----------------------------- |
| 2010 | Xsaga                         | Opening Hermitage             |
| 2009 | Winkelman en van Hessen       | Big Improvement Day           |
| 2008 | In'tent Beleveniscommunicatie | PICNIC Green Challenge        |
| 2007 | Euro RSCG Bikker              | De TNT Post Postbode Modeshow |
| 2006 | La Promesse Groep             | Tilburg Prominent!            |

MVO
| Jaar | Opdrachtgever                             | Evenement                                 |
| ---- | ----------------------------------------- | ----------------------------------------- |
| 2010 | Stichting de Belevenis                    | De Belevenis                              |
| 2009 | Stichting WK Amsterdam i.s.m. Pan's World | WK Amsterdam                              |
| 2008 | In'tent Beleveniscommunicatie/Metservice  | De Grote Onderneming: AmsterdamDiner 2008 |
| 2007 | Vitae                                     | Social Responsibility Project             |
| 2006 | -                                         | -                                         |

Event Personality
| Jaar | Persoon           | Bedrijf                                                    |
| ---- | ----------------- | ---------------------------------------------------------- |
| 2010 | Arjan van Dijk    | Made in Mind (voormalig eigenaar van Arjan van Dijk groep) |
| 2009 | Joke van den Boer | De Koninklijke Van den Boer Groep                          |
| 2008 | Frank Wentink     | Wentink Events                                             |

Per categorie wordt één Gouden Giraffe uitgereikt.

## Uitreikingen
De uitreiking van de Gouden Giraffe vindt jaarlijks plaats in de vorm van een prijzengala in maart. Aansluitend vindt er een netwerkborrel plaats. Data en locatie voor de uitreiking 2012 volgen te zijner tijd.
| Editie              | Locatie                      | Datum         | Plaats    |
| ------------------- | ---------------------------- | ------------- | --------- |
| Gouden Giraffe 2010 | RAI Theater & RAI Elicium    | 10 maart 2010 | Amsterdam |
| Gouden Giraffe 2009 | Schouwburg Almere            | 17 maart 2009 | Almere    |
| Gouden Giraffe 2008 | World Forum                  | 11 maart 2008 | Den Haag  |
| Gouden Giraffe 2007 | Amsterdam Convention Factory | 6 maart 2007  | Amsterdam |
| Gouden Giraffe 2006 | Amsterdam Convention Factory | 15 maart 2006 | Amsterdam |